# Страхование инвестиций
Страхование инвестиций — один из видов имущественного страхования. Предназначено для защиты имущественных интересов субъектов инвестиционной деятельности от рисков обесценивания, утраты, уничтожения капиталовложений.

## Предпосылки страхования инвестиций
Одним из важнейших направлений развития процессов глобализации в мировой экономике является международное движение капитала, которое находит своё выражение в виде различного рода иностранных инвестициях. Специфика иностранных инвестиций состоит в том, что владельцы капитала из одного государства (или нескольких государств) вкладывают его в объекты инвестиций, расположенные на территории другого государства. Этот процесс размещения иностранных инвестиций связан с различного рода рисками, то есть возможным ущербом от неблагоприятных событий, приводящих к убыткам, потерям, ущербу для инвестора. Главным вопросом для многих форм инвестиций является обеспечение страховой защитой от неблагоприятного влияния таких рисков.

## Формы инвестиций и способы защиты от риска

### Формы инвестиций
Иностранные инвестиции могут осуществляться в разных формах. Например, закон РФ «Об иностранных инвестициях» говорит о том, что иностранные инвесторы имеют право осуществлять инвестирование на территории России путём:
- долевого участия в предприятиях, создаваемых совместно с юридическими лицами и гражданами России и других стран, а также приобретения долей участия в предприятиях, паев, акций, облигаций и других ценных бумаг;
- создания предприятий, полностью принадлежащих иностранным инвесторам, а также филиалов иностранных юридических лиц.

С точки зрения закона РФ «О валютном регулировании и валютном контроле» к валютным операциям, связанным с движением капитала, в числе прочих относятся:
• прямые инвестиции, то есть вложения в уставный капитал предприятия с целью извлечения дохода и получения прав на участие в управлении предприятием;
• портфельные инвестиции, то есть приобретение ценных бумаг;
• предоставление и получение отсрочки платежа на срок более 180 дней по экспорту и импорту товаров, работ и услуг (товарный кредит);
• предоставление и получение финансовых кредитов на срок более 180 дней.

### Виды страхования, методы защиты от рисков
Существуют различные методы предотвращения возможных убытков по различным видам инвестиционной деятельности. Например, товарный и финансовый кредит страхуются обычно на условиях, изложенных в статье о финансовых рисках. Портфельные инвестиции могут быть застрахованы от возможных потерь, связанных с изменением цен на акции, облигации с помощью хеджирования.

### Страхование прямых инвестиций
Для страхования прямых инвестиций применяются различные виды страхования путём заключения соответствующих договоров со страховыми компаниями. Рассмотрим более подробно вопросы страхования прямых иностранных инвестиций.
Риски, которым подвержены прямые инвестиции могут быть разделены на следующие группы.
1. Риски стихийных бедствий: ураган, шторм, землетрясение, наводнение, необычайно сильные морозы, град, сель, выход подпочвенных вод и другие подобные события природного характера.
2. Риск пожара, который может быть вызван различными причинами как природного (например, удар молнии), так и техногенного (связанного с производственной деятельностью) происхождения.
3. Технические риски, которые могут быть непосредственно связаны со строительством, сооружением, монтажом, пробным пуском и эксплуатацией сооружаемых объектов.
4. Политические риски, к которым относятся: национализация, экспроприация инвестиций; общенациональные забастовки, гражданские волнения, беспорядки, военные действия; действия органов государственной власти, ограничивающие конвертируемость валюты, режим вывоза капитала, прибыли и др.
5. Действия третьих лиц: грабеж, воровство, вымогательство и другие подобные действия.
6. Хозяйственные риски, к которым относятся изменения рыночной конъюнктуры.
7. Другие риски, которые нельзя отнести ни к одному из перечисленных выше.

Большинство из этих групп инвестиционных рисков покрывается страхованием или иногда самострахованием, то есть путём создания неких собственных резервных фондов.
Например, существующие в мировой практике различные виды имущественного страхования покрывают большинство рисков стихийных бедствий, огневые риски, а также ущерб от действия третьих лиц, технические риски и некоторые другие. Данные риски, как правило, хорошо описываются страховой статистикой, имеют отлаженную систему перестрахования и таким образом обеспечиваются достаточно надежной страховой защитой. Виды страхования, обеспечивающие защиту от данных рисков имеют давнюю историю. При решении вопроса о страховании инвестиций, материализованных в виде различного рода имущества необходимо учитывать лишь особенности действующих в той или иной стране законодательства, обычаев и правил страхования, а также надежность страховой компании.

### Страхование от политических рисков
Особенностью традиционных видов страхования имущества является то, что политические риски, как правило, не страхуются в рамках данных договоров страхования. К тому же политические риски не имеют достаточно надежной статистической базы, то есть вероятность их наступления предсказать чрезвычайно трудно. Оценка рисков здесь носит чаще всего характер экспертных оценок. Кроме того последствия их наступления могут носить для инвестора катастрофический характер и требуют значительных сумм компенсаций инвестору.
В силу этих особенностей политических рисков традиционно в защите инвесторов от их действия существенную роль играет государство.
Во-первых, государство дает соответствующие правовые гарантии иностранным инвесторам путём принятия соответствующих национального законодательства и заключением международных соглашений о поощрении и защите инвестиций. Например, в ст.8 закона РФ «Об иностранных инвестициях в РФ» содержится положение о том, что «иностранные инвестиции … не подлежат национализации и не могут быть подвергнуты реквизиции или конфискации». Однако далее предусмотрено, что такие меры допускаются «в исключительных, предусмотренных законодательством случаях, когда эти меры принимаются в общественных интересах». Одновременно законодательство предусматривает, что в случае национализации или реквизиции, которые должны иметь недискриминационный характер, иностранный инвестор имеет право на получение компенсации в той валюте, в которой были произведены инвестиции в размере реальной стоимости.
Во-вторых, любое государство, предусматривая инвестиции, как важную составляющую своей внешнеэкономической политики, принимает непосредственное участие в страховании иностранных инвестиций путём создания государственной страховой компании, страхующей от политических рисков, либо путём поддержки деятельности частных страховых компаний, занимающихся данным видом страхования.
Практически во всех развитых странах подобные страховые организации существуют уже давно.
Например, в Соединенных Штатах Америки страхованием иностранных инвестиций занимается Корпорация частных зарубежных инвестиций ОПИК (OPIC — Overseas Private Investment Corporation). ОПИК как специализированное агентство учреждено в 1969 году специальной поправкой к законодательному акту Федерального правительства США 1961 г. — «О зарубежной помощи». Деятельность этой организации охватывает американские инвестиции в 140 странах. ОПИК оказывает поддержку американским инвесторам по трем следующим программам.
1. Страхование имущественных интересов от политических рисков, связанных с экспроприацией или национализацией, необратимостью местной валюты, повреждением имущества и потерей прибыли в результате гражданских волнений, войн, изменения политического режима и тому подобное.
2. Финансирование проектов и кредитование частных инвесторов путём предоставления краткосрочных и долгосрочных займов.
3. Оказание консультационных услуг инвесторам по изучению политической и экономической ситуации в предполагаемой для инвестиций стране.

Программа страхования ОПИК предполагает, что право на получение страхового покрытия от ОПИК имеют юридические лица, созданные в соответствии с законодательством США, или иностранные юридические лица, доля участия американского капитала в которых превышает 95 %, а также граждане США.
Объектом страхования могут быть следующие виды инвестиций:
- прямые инвестиции, в том числе связанные с проведением строительно-монтажных работ, модернизацией производства;
- права участия, акции и другие ценные бумаги;
- имущественные права, связанные с лицензионной торговлей, международным лизингом, франчайзингом и другие;
- ссуды и кредиты;
- другие виды инвестиций.

Особенность страхования в рамках ОПИК состоит в том, что обязательной предпосылкой заключения договора с конкретным инвестором является заключение межправительственного соглашения о содействии капиталовложения. Так только после подписания такого соглашения между США и Россией в 1992 году стало возможным страхование политических рисков частных американских инвестиций в России.
Срок, на который может быть заключен договор страхования составляет от 12 до 20 лет. Страховая сумма может составлять до 150 млн. долларов США на один проект. При этом страховая сумма составляет не более 90 % суммарной стоимости проекта, то есть на собственном удержании страхователя (инвестора) остается не менее 10 %.
Страхование от риска неконвертируемости валюты предполагает выплату страхового возмещения в случае невозможности конвертации прибыли или капитала в твердую валюту из-за решений национального правительства об ограничении обмена валюты или установлении дискриминационного обменного курса, а также решений по блокаде капитала.
Страхование от риска экспроприации или национализации инвестиций предполагает страховую защиту в случаях, если подобные действия проводятся по решению органов государственной власти без предоставления компенсации.
Практика деятельности ОПИК за всё время её существования показывает, что ею были застрахованы чуть более 1 % общих американских инвестиций за рубеж.